# Lara Carroll
Lara Carroll (née le 8 décembre 1986 à Cambridge) est une nageuse australienne, spécialiste du quatre nages.

## Biographie
Carroll fait ses débuts internationaux aux Jeux olympiques de 2004 à Athènes, où elle termine sixième du 200 mètres 4 nages et douzième du 400 mètres 4 nages. Elle remporte lors de la même année ses premières médailles internationales aux Championnats du monde de natation en petit bassin 2004, décrochant les médailles d'argent et de bronze respectivement en 200 mètres 4 nages et 400 mètres 4 nages. Elle gagne sa première médaille en grand bassin lors des Championnats du monde de natation 2005, décrochant le bronze en 200 mètres 4 nages. Elle termine quatrième du 400 mètres 4 nages.
aux Jeux du Commonwealth de 2006 à Melbourne où elle remporte une médaille de bronze en 200 mètres 4 nages. Elle réalise la même performance lors des Championnats du monde de natation en petit bassin 2006.